# Юрій Язловецький
Ю́рій Язлове́цький, або Єжи Язловецький (пол. Jerzy Jazłowiecki; перед 1510 — одразу після 8 березня 1575/1577) — державний, політичний і військовий діяч Польського королівства й Речі Посполитої. Представник шляхетських родів Язловецьких, Монастирських гербу Абданк — відгалужень магнатського роду Бучацьких. 1571 року фактично став засновником реєстрового козацтва, надавши відповідну Конституцію.

## Біографія

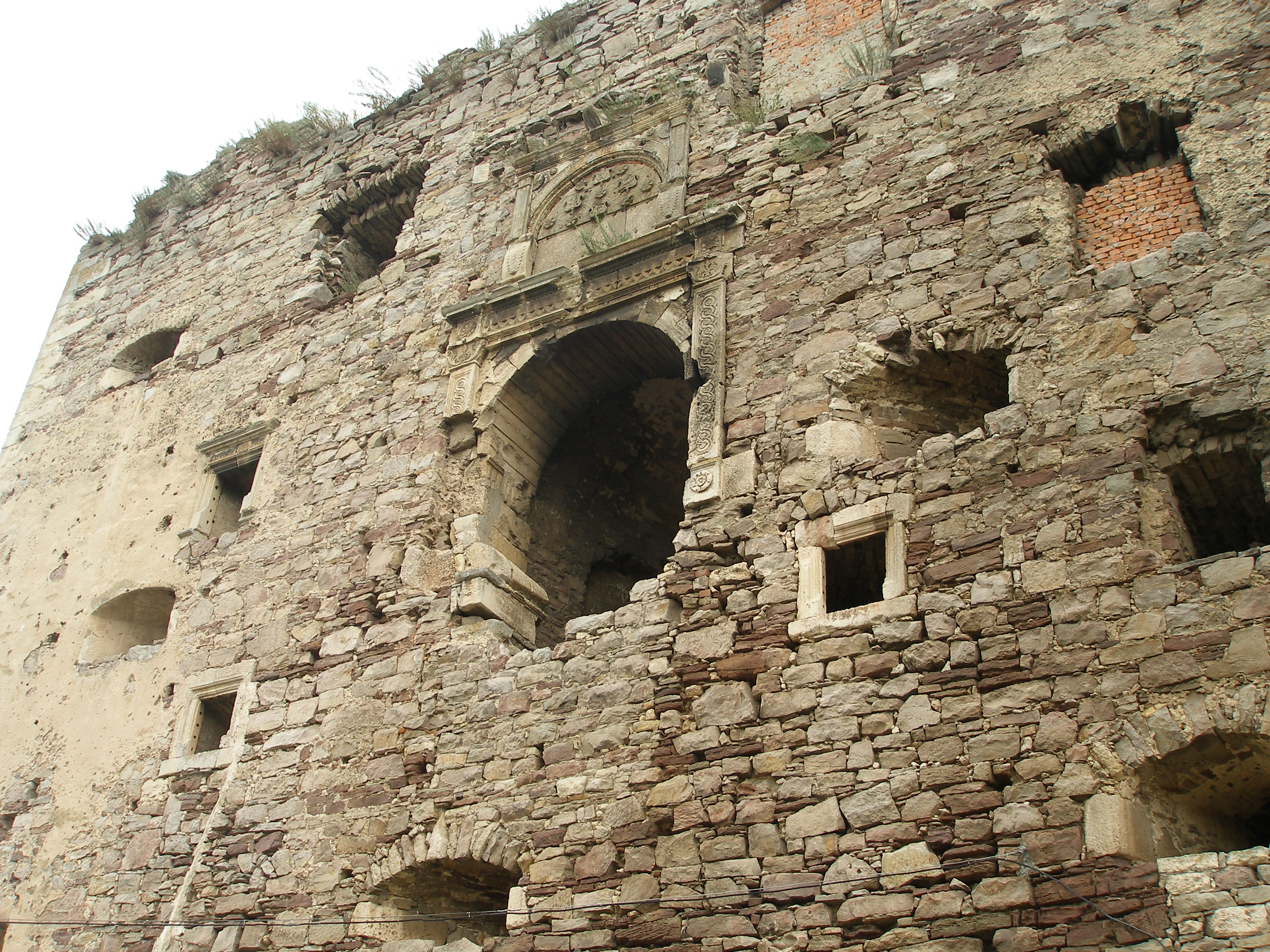
В'їзд до Язловецького замку

Син кам'янецького каштеляна Миколая Монастирського-Язловецького та його дружини Еви Подфіліпської. Виховувався при дворі Краківського латинського єпископа Павела Томіцького.
У 18 років взяв участь та уславився в битві з татарами під Кам'янцем на Поділлі. Брав участь у поході коронних військ на Очаків. Під Очаковим дізнався, що Очаківський замок належав союзникові польського короля — Асламові Султану; дав слово лицаря з'ясувати цю справу. Під Очаковом на нього був здійснений напад після битви; потрапив до татарського полону, звідки звільнився завдяки великому викупові.
За Шимоном Старовольським, 1531 року брав участь у битвах під Обертином, Гвіздцем з молдаванами господаря Петру IV Рареша, що є малоймовірним через відсутність його в списку учасників Обертинської битви. Командував ротою кавалерії на Поділлі з 1533 до 1557 року.
1546 р. під впливом дружини перейшов на кальвінський обряд, пізніше закрив у своїх маєтках костели, прогнав ченців-домініканців. Замолоду підписувався Монастирський, з 1547 р. почав вживати підпис Язловецький. В 1548 чи 1549 році заснував у Язловці кальвінський збір. 1556 року вигнав домініканців з кляштору в Червоногороді, церковне майно використовував для приватного вжитку. 13 листопада 1557 року отримав Кам'янецьке староство. Язловецький належав до комісії по встановленню кордону між українськими і татарсько-турецькими землями. Йозяш Сімлер присвятив йому 1568 року твір «De aeterno Dei Filio».
23 квітня 1564 року вирушив з дипломатичною місією до Стамбулу для переговорів з султана Сулейманом I Кануні (Пишним), за що отримав від короля місце у Сенаті.
Упродовж 1550—1560 років його коштом було проведено розбудову Язловецького замку: зведено в'їзну вежу, над брамою якою помістили дві пам'ятні таблиці (камінна збереглась, металева знищена під час першої світової).
Схопив 1564 р. господаря Молдавії Стефана VII Томшу, страченого згодом у Львові. 20 серпня 1566 р. отримав привілей на Любачівське староство. 23 червня 1567 року був старостою летичівським.
1568 р. король Сигізмунд II Август доручив йому вибрати з-поміж козаків «почет» на державну службу. Є. Язловецький вивів цих козаків з-під влади, присуду будь-яких урядів (посадовців), призначив над ними старшим і суддею Яна Боровського (Бадовського).
1569 р.: підписував акти приєднання Київщини, Волині, Підляшшя до Корони Польської; 3 вересня став польним гетьманом коронним, провів докорінну реорганізацію оборони поточної: вивів з неї малорухливу важку кавалерію (була малоефективною у боротьбі з татарами), замість неї створив підрозділи легкоозброєної кавалерії, чиє озброєння було аналогічне турецькому. Ввів до піхоти підрозділ з 300 козаків, пересунув оборону проти татар з Поділля до Дніпра.
Перед 14 березня 1571 року отримав Хмільницьке староство, яке цього року відступив сину Міхалові. Під час 1-го безкоролів'я належав до прихильників маршалка великого коронного Яна Фірлея, але пізніше з іншими підписав вибір королем Генріха Валуа. Користувався підтримкою султана Селіма II (поряд з примасом Якубом Уханським, Яном Фірлеєм) при кандидуванні на трон. Першим взяв на державну службу низових козаків, ймовірно загін у 300 вояків, що був під його підпорядкуванням ще 1569 року. Особливості служби було врегульовано документом під назвою «Конституція Язловецького гетьмана з Бучача із козаками низовими запорозькими року Божого 1571». Його було укладено в Черкасах. Над козаками Язловецьким було поставлено гетьмана і старшого Валентія Ольшовицького. Цей загін підпорядковувався коронному гетьману як вищому вийськовому очільнику. 
Прийняв 1572 р. васальну присягу молдавського господаря Йована III Суворого, приховавши від нього факт смерті короля Сіґізмунда II Авґуста. Під час наступних виборів короля його кандидатуру на трон підтримувала частина шляхти, султан Селім II. До кінця життя обороняв степові кордони.
Під час 2-го безкоролів'я разом з Станіславом Ґуркою, Пйотром Зборовським (син Марціна; краківський воєвода, тлумацький староста), сандомирським старостою Анджеєм Фірлеєм (пом. 1585) потаємно вислав Кшиштофа Зборовського до Вільгельма Роземберга взнати, чи згодився би претендувати на трон. В цей час представники шляхти Руського та Подільського воєводств скаржились, що його вояки за його відома нищили їх маєтки. Шляхта оборону кордонів довірила львівському старості Миколаєві Гербурту та скальському старості Станіславу Лянцкоронському. 28 липня 1574 p. підписав «конфедерацію руську», в якій не погоджувався на пункт про жовнірів на Русі та Поділлі. Обурення виросло у вересні 1574 р.: під час суперечки Ю. Язловецького з київським воєводою Костянтином Василем Острозьким татарські загони відпровадили до Порти 3000 полонених людей, не роблячи шкод у маєтностях Ю. Язловецького. Він кинувся навздогін, але зміг догнати тільки тих, хто не переправився через р. Дністер, їх витяв «у пень», звільнив тільки частину з неволі.
Помер зразу після 8 березня 1575 від чергового нападу гарячки (пол. febra); Стенлі Ковальскі стверджує — у Язловецькому замку. В момент смерті був старшим над низовиками, подібно, стражником великим коронним.
Був похований у родинному гробівці Язловецьких на території власного замку.

### Уряди (посади)
Великий гетьман коронний (1569—1575, без процедури номінації), польний гетьман коронний (1569). Воєвода подільський (1567) і руський (1569). Каштелян кам'янецький (1564). Староста червоногородський (14 березня 1544 року отримав від батька1544), кам'янецький (1547), летичівський (1566), хмільницький (1571), снятинський (1573).

### Власність
По батькові успадкував Язловець та прилеглі села. 1549 року став власником Свидової (Червоногородський повіт), 1553-го Більчого (Кам'янецький повіт). Власник маєтків Сипівці (пол. Sipowce), містечка Нові Давидківці, або Лехнівці (Скальський повіт, 1553). 1553 року отримав право викупу в «доживоття» села Печерне (Червоногородське староство). 1565 року отримав у «доживоття» села Острів, Демесківці (Галицький повіт), 1566 — села Здирів (пол. Zdzierów), Нижній Кут (або Ніжникут, пол. Niżnykąt), Коза, Ляшки, Білопіль, Берестів, Картів, Устя, дві Торговиці, Підвисоке, Урушів, Ясенів у Львівському, Галицькому, Коломийському повітах. В 1569 році заснував на території села Старий Люблинець нове поселення — Воля на Селищах; воно з часом стало називатись Новий Люблинець.

### Сім'я

Макет Язловецького замку доби Юрія Язловецького. Автор І. В. Качор

Був одружений з Ельжбетою Тарло (1546 р.) — донькою крайчого коронного, підчашого коронного Яна Тарла та Дороти з Тарновських. Діти:
- Миколай (пом. 1595) — староста снятинський, червоногородський, сокальський, шлюби з Катажиною Гербурт, Анною Сенявською, Олександрою Тишкевич були бездітними
- Міхал (пом. 1582[17]/до 1584) — староста хмільницький, шлюб з Катериною Свірч був бездітним; загинув на полі битви[18]
- Пйотр Єнджей[18] (Анджей Пйотр) (1559 — 22 вересня 1581, Рим) — староста червоногородський, загинув на полі битви (або помер, маючи 22 роки і 10 місяців),[18] був його надгробок з епітафією[19]
- Геронім[20] (пом. 1607) — подільський воєвода
- Ельжбета — дружина Якуба Претвича (сина теребовельського старости Бернгарда Претвича)
- Катажина — дружина Яна Вольського з Підгайців
- Анна — у шлюбі з придворним, ротмістром Мартином Чурилом народилися Юрій, Миколай, Мартин, Андрій, Анна, Катерина[21]
- Ядвиґа з Бучача[22] — друга дружина ротмістра Анджея Белжецького (Белзецького[23]);[24][25] офірувала домініканському монастирю в Підкамені 30 липня 1636 р. срібний хрест з часткою Ісусового хреста,[26] фундаторка монастиря в Мурафі, якому записала село Пилявці (тепер Пилява, Старосинявський район).[22]